# Violent Restitution
Violent Restitution — пятый альбом канадской спид/трэш-метал группы Razor, выпущенный в 1988 году на лейблах Fringe Product и Steamhammer.
Это первый альбом с барабанщиком Робом Миллсом и басистом Адамом Карло, и последний с вокалистом Стейсом МкЛареном.
Альбом посвящён канадскому актеру Чарльзу Бронсону (1921—2003).

## Список композиций
Слова и музыка всех песен группа Razor.
1. «The Marshall Arts» — 2:45
2. «Hypertension» — 3:21
3. «Taste the Floor» — 2:07
4. «Behind Bars» — 2:15
5. «Below the Belt» — 2:54
6. «I’ll Only Say it Once» — 2:28
7. «Enforcer» — 3:44
8. «Violent Restitution» — 2:33
9. «Out of the Game» — 2:47
10. «Edge of the Razor» — 4:15
11. «Eve of the Storm» — 3:20
12. «Discipline» — 2:55
13. «Fed Up» — 2:30
14. «Soldier of Fortune» — 2:59

## Участники записи
- Стейс МкЛарен — вокал
- Дейв Карло — гитара
- Адамом Карло — бас-гитара
- Роб Миллс — ударные